# Trachyuropoda bostocki
Trachyuropoda bostocki es una especie de arácnido del orden Mesostigmata de la familia Trachyuropodidae.

## Distribución geográfica
Se encuentra en Europa.